# Björn Borg

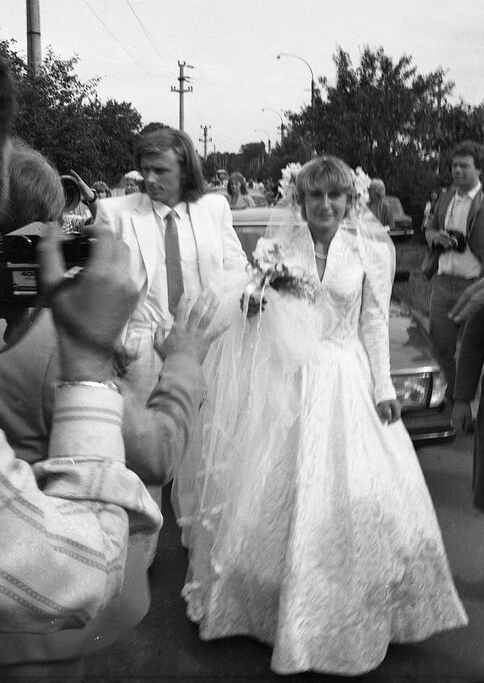
Björn Borg și Mariana Simionescu căsătorindu-se în Snagov pe 24 iulie 1980

Björn Borg (n. 6 iunie 1956, Stockholm, Suedia) este un fost jucător suedez de tenis și fost număr 1 mondial. Este considerat de mulți tenismeni ca o mare legendă a tenisului.
Între 1980 - 1984 a fost căsătorit cu tenismena din România Mariana Simionescu.